# Dienststelle Schmelt
De Dienststelle Schmelt - ook wel Organisation Schmelt genoemd - organiseerde tussen 15 oktober 1940 en medio 1943 de dwangarbeid van Joden in Opper-Silezië en het Sudetenland. De "speciale vertegenwoordiger van de Reichsführer-SS voor de buitenlandse nationale arbeidstaak in Opper-Silezië", SS-brigadeleider Albrecht Schmelt, bouwde een netwerk van maximaal 177 kampen en had tijdelijk meer dan 50.000 werknemers.
De Dienststelle Schmelt werd op last van Heinrich Himmler op 15 oktober 1940 opgericht om "de buitenlandse arbeidsinzet in Oost-Opper-Silezië vast te leggen en te regisseren", waardoor het verantwoordelijkheidsgebied zich spoedig uitstrekte tot Neder-Silezië en delen van de Sudetengau.

## Cosel-periode

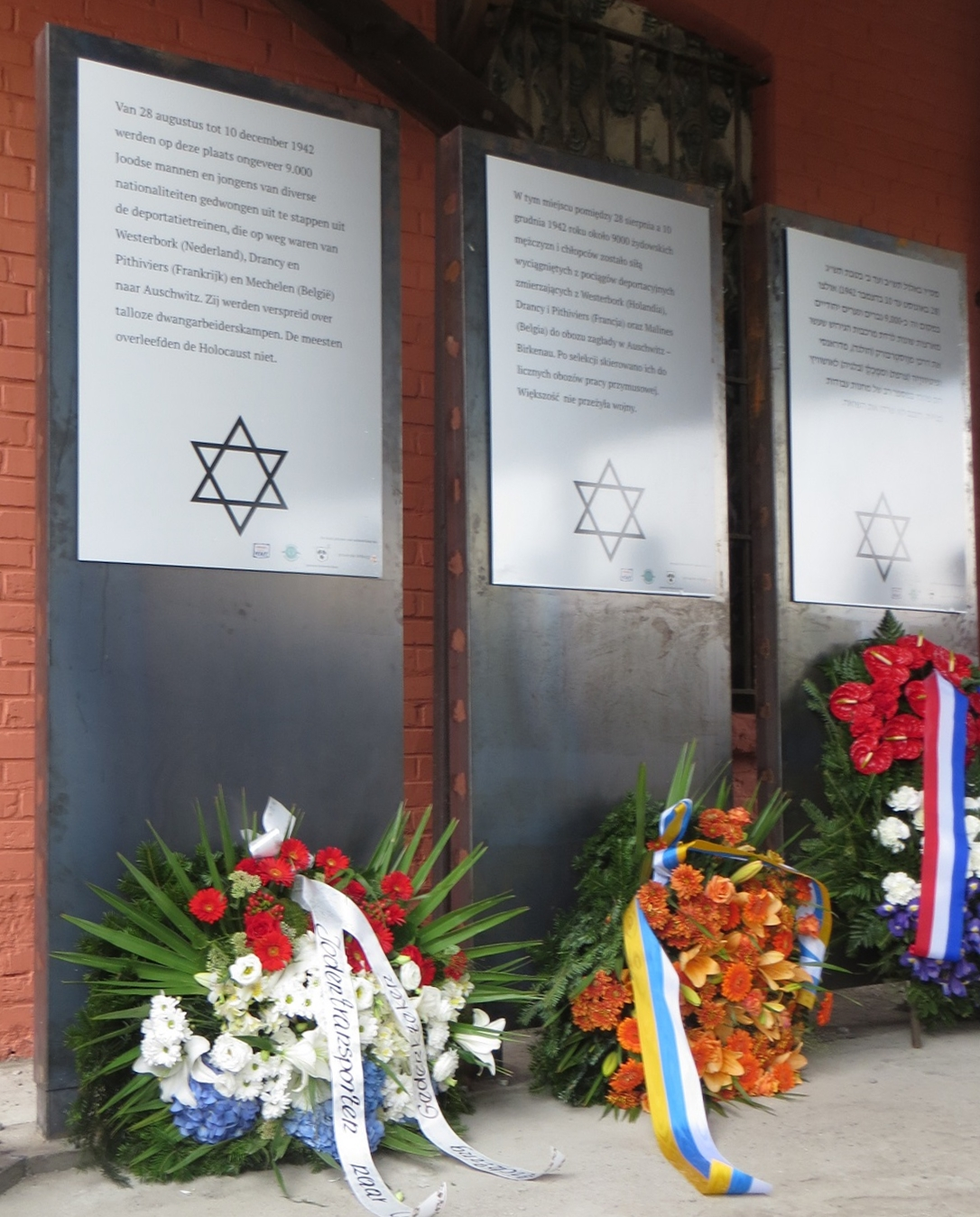
Herdenkingsplaten in Cosel

De periode van 28 augustus tot 12 december 1942 heette de zogenaamde Cosel-periode, waarbij uit 38 transporten van gedeporteerde joden uit Nederland, België en Frankrijk, op het station Cosel, 80 kilometer ten westen van Auschwitz, de volgens de Duitsers voor arbeid geschikte mannen werden uitgeladen, die in de omliggende kampen moesten werken.